# Groovin' Time
『Groovin' Time』（グルーヴィン・タイム）は、忌野清志郎 Little Screaming Revue1枚目のスタジオ・アルバム。1997年7月24日発売。2006年1月25日にリマスター盤で再発。

## 解説
忌野清志郎 Little Screaming Revue名義初アルバム。
1994年開催の忌野のライヴの為に「忌野清志郎 Screaming Revue」が結成されたが、今回10人前後のメンバー構成から4人編成に縮小して「忌野清志郎 Little Screaming Revue」が結成された。ベーシストの藤井裕のアイデアだったが、忌野はツアー経費削減の為の規模縮小と答えている。アルバム・タイトルは、桜井ユタカ選曲によるオーティス・レディングの同名アルバムから付けられた。本作はゲートフォールドの紙ジャケット仕様で発売。ソロとして10年間所属した、東芝EMIからの最終作となった。

## 収録曲
1. ガラクタ
（作詞･作曲：忌野清志郎）
※RCサクセション初期の未発表曲
2. 気まぐれな女
（作詞･作曲：忌野清志郎、三宅伸治）
3. メロメロ
（作詞･作曲：忌野清志郎、仲井戸麗市）
※先行シングル。RCサクセションのアルバム『Baby a Go Go』制作時の未発表曲。
4. 裸のマンモス
（作詞･作曲：忌野清志郎）
5. 鳥の歌はlove Love
（作詞･作曲：忌野清志郎）
6. 不真面目に行こう
（作詞･作曲：忌野清志郎、三宅伸治）
7. 裏切り者のテーマ
（作詞･作曲：忌野清志郎、三宅伸治）
8. ソングライター
（作詞･作曲：忌野清志郎、三宅伸治）
9. 風
（作詞･作曲：忌野清志郎、藤井裕）
10. 浮いてる
（作詞･作曲：忌野清志郎）
11. 夢見るグルーヴィン・タイム
（作詞･作曲：忌野清志郎）

## カバー
ソングライター
- 桜井和寿 (Mr.Children)（2017年12月20日、三宅伸治のトリビュート・アルバム『ソングライター』に収録）